# メリタテス4世
メリタテス4世は、エジプト第6王朝の王ペピ1世の王妃。彼女の称号「ペピ・メンネフェル、その肉体の王の娘」（s3t-niswt-nt-kht.f-ppy-mn-nfr）は彼女がペピ1世の娘でもあることを示す可能性がある。この説のもう1つの根拠は、彼女の名前が「父の最愛の人」という意味であることである。

## 称号
彼女の称号には「偉大なる錫杖」、「ホルスとセトを見る者」（m33t-hrw-stsh）、「偉大なる賛美」（wrt-hzwt）、「王の妻」（hmt-nisw）、「王の妻、彼の最愛の人」（hmt-nisw meryt.f）、「ホルスの伴侶」（smrt-hrw）がある。

## 埋葬
メリタテス4世はサッカラに埋葬された。メリタテス4世のピラミッドはペピ1世のピラミッドの南にある。またメリタテス4世のピラミッドはペピ1世の別の王妃イネネク・インティの葬祭複合体の南西であり、「南西ピラミッド」（Southwestern pyramid）と呼ばれてる。